# Moșenka, Ohtîrka
Moșenka (în ucraineană Мошенка) este un sat în comuna Kardașivka din raionul Ohtîrka, regiunea Sumî, Ucraina.

## Demografie
Componența lingvistică a localității Moșenka
     Ucraineană (92,31%)
     Belarusă (3,85%)
     Rusă (3,08%)
Conform recensământului din 2001, majoritatea populației localității Moșenka era vorbitoare de ucraineană (92,31%), existând în minoritate și vorbitori de belarusă (3,85%) și rusă (3,08%).